# Schmogrow-Fehrow
Schmogrow-Fehrow es un municipio situado en el distrito de Spree-Neiße, en el estado federado de Brandeburgo (Alemania), a una altura de 50 metros. Su población a finales de 2016 era de 800 habs. y su densidad poblacional, 25 hab/km².